# Dicallaneura udiyana
Dicallaneura udiyana är en fjärilsart som beskrevs av Hans Fruhstorfer 1914. Dicallaneura udiyana ingår i släktet Dicallaneura och familjen Riodinidae. Inga underarter finns listade i Catalogue of Life.